# 树生越桔
树生越桔（学名：Vaccinium dendrocharis）为杜鹃花科越桔属下的一个种。

## 扩展阅读
- 維基物種上的相關：树生越桔